# Backhaul
Nel campo delle telecomunicazioni, una rete di backhaul (in inglese letteralmente "carico di ritorno") o rete di ritorno è la porzione di una rete gerarchica che comprende i collegamenti intermedi tra la rete centrale (o nucleo o dorsale) e le piccole sottoreti ai "margini" della stessa rete gerarchica.
Una rete di ritorno può essere costituita da un collegamento tra computer o altri apparecchi incaricati di far circolare informazioni.
Le reti di ritorno collegano reti di dati, reti di telefonia cellulare e altri tipi di reti di comunicazione, oltre a essere usate per interconnettere le reti tra loro utilizzando diversi tipi di tecnologie con e senza fili.
Nei contratti relativi a tali reti, il backhaul è l'obbligazione di trasportare pacchetti da e verso quella rete globale. Una definizione commerciale non tecnica di backhaul è il fornitore commerciale all'ingrosso di banda che offre al dettagliante garanzie di qualità di servizio (QDS). Appare molto spesso in questo significato nella letteratura commerciale delle telecomunicazioni, dove la connessione di ritorno non è definita tecnicamente, ma da chi la fa funzionare e la gestisce, e si prende la responsabilità giuridica del collegamento o "tempo di attività" (uptime) alla rete Internet o 3G/4G.
Sia nella definizione tecnica che commerciale, la rete di ritorno generalmente si riferisce al lato della rete che comunica con l'Internet globale, pagato a tariffe commerciali all'ingrosso per l'accesso a o presso uno scambio ethernet o un'altra località di accesso alla rete centrale. A volte esistono reti di miglio intermedio fra la LAN del cliente e quegli scambi. Questa può essere una connessione locale WAN o WLAN, ad esempio la Network New Hampshire e la Maine Fiber Company gestiscono reti pubbliche tariffate come rete alternativa di ritorno per incoraggiare i vettori locali e nazionali a raggiungere aree con la banda larga e il telefono cellulare, che altrimenti non servirebbero. Queste reti servono le reti al dettaglio, che a loro volta collegano gli edifici e addebitano i clienti direttamente.
I telefoni cellulari che comunicano con una singola torre cellulare costituiscono una sottorete locale: la connessione tra  la torre cellulare e il resto del mondo comincia con collegamento di ritorno al nucleo della rete del fornitore di servizi Internet (Internet service provider, ISP) attraverso un punto di presenza). Il termine backhaul o rete di ritorno può essere usato per descrivere l'intera parte cablata di una rete, sebbene alcune reti abbiano reti di ritorno senza fili invece che cablate, in tutto o in parte, ad esempio che usano bande a microonde e topologie di rete a maglie senza fili e di rete al margine che possano impiegare un canale senza fili ad alta capacità per portare pacchetti ai collegamenti a microonde o in fibra.
Una società telefonica è molto spesso un ISP che fornisce il ritorno, sebbene per le reti accademiche di R&E, o per le grandi reti commerciali o municipali, è sempre più comune collegarsi a una rete pubblica di ritorno a banda larga. Vedi i piani nazionali per la banda larga da tutto il mondo, molti di quali erano motivati dal bisogno percepito di rompere il monopolio dei fornitori commerciali consolidati. Il piano statunitense ad esempio specifica che tutte le istituzioni essenziali della comunità dovrebbero essere collegate dalla fibra ottica prima del 2020.